# Kirangi (Ngorongoro)
Kirangi ist ein Verwaltungsbezirk (Ward) des Distrikts Ngorongoro in der tansanischen Region Arusha.

## Geografie
Kirangi liegt im Norden von Tansania etwa 180 Kilometer Luftlinie nordwestlich von Arusha an der Grenze zu Kenia. Der Bezirk grenzt im Nordosten an Kenia, im Südosten an Oldonyosambu, im Süden an Digodigo, im Westen an Samunge und Oloirien. und im Norden an Enguserosambu.
Das Gebiet ist 226 Quadratkilometer groß und bei der Volkszählung 2022 lebten hier 8061 Menschen in 1552 Haushalten.

## Gliederung
Kirangi besteht aus drei Gemeinden (Mtaa) mit sieben Orten (Kitongoji):
| Kisangiro - Kirangi - Kisangiro - Meje | Mugholo - Mugholo - Bwelo | Tinaga - Tinaga - Maribane |